# Zdrada (film 1997)
Zdrada (ang. The Devil's Own) – amerykański film fabularny z 1997 w reżyserii Alana Pakuli.
Jest to ostatni film Alana Pakuli przed jego śmiercią.

## Fabuła
Film opowiada o młodym chłopaku, który był świadkiem morderstwa swojego ojca przez zamaskowanego terrorystę. Gdy już stał się dorosłą osobą wstąpił w szeregi organizacji zbrojnej IRA. Był ścigany przez Anglików i wyjechał do Ameryki w celu zakupu broni dla IRA. Znajduje schronienie dla siebie w domu policjanta o irlandzkich korzeniach.

## Obsada
- Harrison Ford jako Tom O’Meara
- Brad Pitt jako Rory Devaney/Francis Austin McGuire
- Margaret Colin jako Sheila O’Meara
- Rubén Blades jako Edwin Diaz
- Treat Williams jako Billy Burke
- George Hearn jako Peter Fitzsimmons
- Mitch Ryan jako Jim Kelly
- Natascha McElhone jako Megan Doherty
- Paul Ronan jako Sean Phelan
- Simon Jones jako Harry Sloan
- Julia Stiles jako Bridget O’Meara
- Ashley Carin jako Morgan O’Meara
- Kelly Singer jako Annie O’Meara
- David O’Hara jako Martin MacDuf
- David Wilmot jako Dessie
- Malachy McCourt jako Bishop
- Gregory Salata jako Tony
- Kevin Nagle jako zbir
- Brendan Kelly jako Teddy
- Sixto Ramos jako Hiszpan
- Scott Nicholson jako policjant
- Hassan Johnson jako Nastolatek
- Baxter Harris jako Celnik
- Gabrielle Reidy jako matka Frankie'ego
- Martin Dunne jako ojciec Frankie'ego
- Anthony Brophy jako Gerard
- Joseph Tudisco jako policjant #1 (niewymieniony w czołówce)
- Damien Leake jako agent FBI Art Fisher
- Victor Slezak jako agent FBI Evan Stanley
- Bill Hoag jako Trucker
- William Paulson jako detektyw
- Greg Stebner jako policjant w mundurze
- Chance Kelly jako złodziej
- Debbon Ayer jako przewodnik
- Patrick Reynolds jako Muzyk
- Rob McElhenney jako Kevin
- Peggy Shay jako Ciocia Birdie
- Joseph P. Dandry jako Joey
- Mario Polit jako młody dominikanin
- Peter Rufli jako Muzyk
- Donald J. Meade jako Muzyk
- Ciarán O’Reilly jako ojciec Canlon
- Danielle McGovern jako Brooke
- Marian Tomas Griffin jako Eileen
- Mac Orange jako Pokojówka
- Jack McKillop jako Jack Fitzsimmons
- Jonathan Earl Peck jako Jerry
- Samantha Conroy jako siostra Frankiego
- Shane Dunne jako młody Frankie
- Mya Michaels jako Hiszpańska kobieta